# Gleb Uspenski
Gleb Ivànovitx Uspenski (rus: Глеб Ива́нович Успе́нский, Tula, 25 d'octubre de 1843 - Sant Petersburg, 6 d'abril de 1902) fou un escriptor rus i una important figura del moviment naródnik.

## Biografia

### Primers anys
Gleb Uspenski va néixer a Tula, fill d'Ivan Iàkovlevitx Uspenski, un alt funcionari de l'oficina del govern local de la Propietat Estatal, i Nadejda Glebovna Uspenskaia (de soltera Sokolova). Va rebre el seu nom per causa del seu avi matern, Gleb Fomitx Sokolov, que fou el cap de l'Oficina de Propietat de l'Estat a Tula (fins al 1848) i de Kaluga (a partir de 1848). Gleb Uspenski va rebre la seva educació primerenca a les llars dels seus pares i avi. El 1853, Gleb va entrar al gimnàs de Tula on va destacar: "el seu nom mai va sortir de l'anomenat" escriptori d'or "allà", segons les memòries d'un altre estudiant. El 1856 es va traslladar amb la seva família a Txernígov. Mentre estudiava al gimnàs local, Uspenski dedicà gran part del seu temps a llegir els clàssics russos i va participar en l'almanac literari de l'escola Molódie pobegui rus: Молодые побеги ("Brots joves").
Al setembre del 1861 es va matricular a la Facultat de Dret de la Universitat de Sant Petersburg, només per ser expulsat tres mesos més tard, quan la universitat es va tancar temporalment a causa de disturbis estudiantils. El 1862 ingressà a la Universitat de Moscou, però a l'any següent la va deixar a causa de la falta de fons. La mort d'Ivan Uspenski el 9 de gener de 1864, va deixar a Gleb amb la responsabilitat afegida de donar suport a la seva família. Va tornar a Txernígov i va obtenir un ajut de 400 rubles en forma de beca.

### Carrera
Els primers relats d'Uspenski van ser publicats el 1862, al diari pedagògic de Lev Tolstoi Iàsnaia Poliana ("Mikhalitx"" amb el pseudònim "G. Brizguin") i a la revista "L'espectador" rus: Зритель Zritel, (on publica "Idília").
El 1863, Uspenski es va unir a l'equipo del diari Moskóvskie védomosti, rus: Моско́вские ве́домости ("Notícies de Moscou"), com a corrector. A la tardor d'aquell any es va traslladar a Sant Petersburg i va publicar "El drapaire", rus: Старьевщик Stariévxik a Biblioteke dlia txtenia ("Biblioteca per a la lectura"). El gener de 1864 va començar a contribuir a Rússkoie Slovo, rus: Русское слово, amb "Esbossos de la vida burocràtica", rus: Эскизы чиновничьего быта "Al poble (Escenes d'estiu)", rus: В деревне (Летние сцены) i "Sense sostre", rus: Бесприютные. Un any més tard, les seves històries van començar a aparèixer a Iskra ("La nostra miserable banda", rus: Сторона наша убогая, "L'estrany", rus: Неизвестный a Budílnik ("Assajos de Petersburg", rus: Петербургские очерки) i Sovreménnik ("Trobades de pobles", rus: Деревенские встречи) la qual cosa li va atorgar una subvenció anual de 110 rubles. En 1864-1865, Uspenski va col·laborar amb la publicació Sevérnoie siànie, rus: Северное сияние ("Llums del nord"), on va escriure textos per a litografies de pintures. El 1866, després del tancament de Sovreménnik, va aparèixer la primera col·lecció de contes d'Uspenski a Sant Petersburg.
El 1866 va publicar una sèrie d'esbossos sobre la vida als afores de la seva ciutat natal de Tula sota el títol de "La moral del carrer de Rasterjaeva", rus: Нравы Растеряевой улицы Nravi Rasterjaievoi ulitsi, la qual cosa va establir la seva reputació. Els primers capítols van aparèixer en els números de febrer i març de Sovreménnik; altres van ser publicats més tard per Jenski Véstnik rus: Женский вестник ("Herald femení") i Lutx rus: Луч ("Raig"). Aquest any, es va publicar a Sant Petersburg el primer llibre de Gleb Uspenski, "Assaigs i històries", rus: Очерки и рассказы Otxerkí i rasskazi. Al maig de 1867, després d'haver superat els exàmens de qualificació especials a la Universitat de Sant Petersburg, es va dirigir al poble d'Epifan a la gubèrnia de Tula i va començar a treballar com a mestre. Més tard, aquell mateix any, es va publicar a Sant Petersburg el seu segon llibre, "Dies feiners i festius. Costums de Moscou", rus: В будни и в праздник. Московские нравы V budni i v pràzdnik. Moskóvskie nravi, a Sant Petersburg.

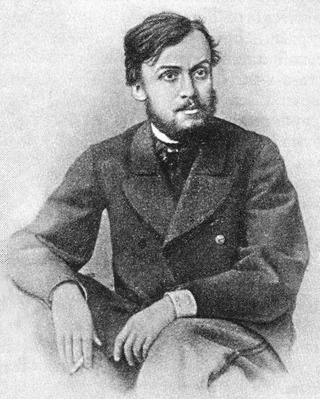
Gleb Uspenski vers el 1868

En 1868 Uspenski va entrar a treballar a l'oficina del fiscal Aleksandr Urússov de Moscou com a secretari. A l'abril va aparèixer a Otétxestvennie zapiski ("Annals de la pàtria") la seva primera història "The Booth". Va continuar contribuint a aquesta revista fins al seu tancament el 1884, treballant amb Nikolai Nekràssov i Mikhaïl Saltikov-Sxedrín. Al maig de 1870 es va casar amb Aleksandra Baràieva, professora d'Elets.Un any abans, es va publicar la primera part de "Desolació", rus: Разоренье Razorenje ("Observacions de Mikhaïl Ivànovitx") a Otétxestvennie zapiski. El 1871 van arribar les parts 2 i 3, i el llibre va sortir com una edició separada. Al maig de 1871, Uspenski es va embarcar en un viatge pels rius Okà i Volga, que va donar com a fruit dos llibres d'esbossos de viatgers. En 1872 Gleb Uspenski va visitar Alemanya, Bèlgica i França.
Des d'octubre deL 1873 va romandre sota la vigilància de la 3a Secció, que va continuar durant gairebé trenta anys i va ser aixecada el 1901. El 1874 es va començar a imprimir a Otétxestvennie zapiski la novel·la en dues parts titulada "Un home molt petit (Pàgines d'una nota)" rus: Очень маленький человек (Страницы из одних записок) Otxen malenki txelovek (Stranitsi iz odnikh zapissok), però la publicació es va aturar: al maig, els censors van retirar l'edició de la revista. A la dècada del 1870, a mesura que la seva situació financera millorava, Uspenski va viatjar àmpliament i es va familiaritzar amb una sèrie de populistes revolucionaris, com ara Piotr Lavrov (editor de la revista Vperyod rus: Вперёд ("Endavant") a Londres (que diversos mesos més tard va publicar el seu assaig rus: Шила в мешке не утаишь Xila v meixke ne utaix) i Serguei Stepniak. En 1875 Uspenski va tornar a París, on va conèixer Ivan Turguénev. Aquest últim va recitar una de les seves històries, Khodoki rus: Ходоки ("Caminants") al matí literari de Pauline Viardot, i va tenir molt d'èxit. Aquest any també va contemplar el llançament del seu llibre Gluix. Provintsialnie i stolitxnie otxerk rus: Глушь. Провинциальные и столичные очерк ("Camp erm. Assajos provincials i de capital") a Sant Petersburg. L'abril del 1876 UspenskI es va unir a la seva família a París, i al setembre es va dirigir a Sèrbia, com a part del cos de voluntaris russos, per lluitar contra l'ocupació de Turquia. Com a resultat d'aquesta experiència va publicar diversos assaigs polítics titulats "Cartes de Sèrbia".
En tornar a Rússia, Uspenski va decidir mirar de prop els camperols russos, al qual fins llavors no havia parat gaire atenció. Per a això, es va instal·lar al poble de Siabrenitsi, a la gubèrnia de Nóvgorod. El resultat de les observacions de la vida camperola va ser la primera part dels assajos "Del diari del poble" rus: Из деревенского дневника Iz derevenskogo dnevnika (originalment "Gent i moral" rus: Люди и нравы Liudi i nravi), que va començar a aparèixer a Otétxestvennie zapiski ("Annals de la Pàtria") des d'octubre.
El 1878 es va traslladar a un poble prop de Samara per continuar amb la seva sèrie "Del diari del poble". El 1879 es van publicar a Sant Petersburg dues de les seves col·leccions: "Des d'un llibre memorial, assajos i històries", rus: Из памятной книжки. Очерки и рассказ Iz pamiatnoi knijki. Otxerki i rasskazi i "Del vell i el nou (extractes, assajos, esbossos), rus: Из старого и нового (Отрывки, очерки, наброски) Iz starogo i novogo (Otrivki, otxerki, nabroski). La novel·la "Nens petits" rus: Малые ребята Malie rebiata va aparèixer a Otétxestvennie zapiski el 1880. Al març d'aquell any, Uspenski va organitzar una reunió literària per a Ivan Turguénev, que va ser convocada per un grup de joves autors, inclosos Nikolai Zlatovratski, Nikolai Naúmov, Aleksandr Értel i Serguei Krivenko. Poc després, Uspenski es va traslladar a la regió de Nóvgorod per quedar-se a la finca d'A.V.Kamenski i allà va escriure "La feina dels grangers i camperols" rus: Крестьянин и крестьянский труд Krestianin i krestianski trud (Otétxestvennie zapiski, octubre-desembre), un assaig que va impressionar profundament Turguénev. Un altre llibre d'Uspenski, Gent i costums del poble modern (Del diari del poble) rus: Люди и нравы современной деревни. (Из деревенского дневника) Liudi i nravi sovremennoy derevni. (Iz derevenskogo dnevnika) fou publicat a Moscou.

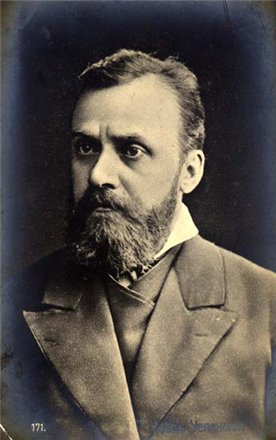
Gleb Uspenski pels volts del 1880

El 1881, Uspenski es va comprar una casa a Siabrintsi, gubèrnia de Nóvgorod, per passar-hi la resta de la seva vida literària. El novembre de 1881, "Les històries del vell home" va marcar el seu debut a Rússkaia misl ("Pensament rus"). El 1882 "L'escèptic Beletaj" va aparèixer a Otétxestvennie zapiski (amb relació a un estrany incident que implicava la visita d'un agent de policia secreta a Siabrintsi), així com dos llibres més, Enrenou rural (Vols.I-III) i El poder de la terra, possiblement la seva obra més coneguda, basada en els seus estudis de la vida a la regió rural de Novgorod.
A la primavera de 1883, Gleb Uspenski va viatjar al sud de Rússia, i va visitar Tiflis, Bakú i Lenkoran, on coneixeria persones de grups religiosos, càrtels de pesca i empreses d'oli privat, la qual cosa donaria com a resultat l'obra De les notes de viatge rus: Из путевых заметок Iz putévikh zametok. Més tard, aquell mateix any Florenti Pavlénkov publicaria els tres primers volums d'Obres de Gleb Uspenski.
El 20 d'abril de 1884, la decisió del Consell de Ministres de tancar la revista Otétxestvennie zapiski fou un cop especialment dur per a Uspenski, així com per a d'altres empleats clau. L'abril del 1885 va fer un viatge a Kíev, Odessa, Rostov del Don, Essentuki i Kislovodsk. Aquest any van aparèixer els seus ""Esbossos de la vida russa (Observacions i compilacions)" rus: Очерки русской жизни (Наблюдения и компиляции) Otxerkí russkoi jizní (Nabliudénia i kompiliatsii) a Rússkaia misl i "Atemporalitat (Notes de viatge)" rus: Безвременье (Путевые заметки) Bezvreménie (Putevie zametki) a Russkiye Vedomosti. Al gener del 1886 va començar la seva cooperació amb Séverni véstnik. Després d'un altre viatge al Sud, Uspenski va signar un contracte lucratiu amb l'editor I.M. Sibiriakov que va comprar els drets de tota la seva obra per 18.500 rubles (el contracte notarial es va signar el 13 de novembre de 1886); aquest acord va entrar en vigor "després de la rescissió dels drets de Pavlenkov sobre la primera edició". A finals del 1886, es va publicar el volum VIII (l'últim) de la primera edició de les Obres d'Uspenski.
Al desembre de 1886 es va començar a imprimir a Rússkie Vedomosti el cicle d'assaigs "Nosaltres" en paraules, en somnis i en fets" rus: "Мы" на словах, в мечтаниях и на деле "Mi" na slovakh, v metxtaniakh i na dele", el qual va impressionar Vladímir Korolenko.
A principis de 1887 Uspenski va fer un viatge per Bulgària; el resultat del viatge van ser els assajos "Impressionat per un viatge al Danubi"; una sèrie de materials sobre un viatge a Bulgària. Tanmateix, no va poder ser imprès a causa d'obstacles de la censura. A la tardor d'aquest any, el 25è aniversari de la seva carrera literària es va celebrar a la premsa democràtica russa i als cercles literaris. L'escriptor va rebre un gran nombre de cartes i telegrames de felicitació. El 16 de novembre, Uspenski va ser elegit membre honorari de la Societat dels Amants de la Literatura Russa, rus: Общества любителей российской словесности Obsxestvà liúbitelei rossíiskoi slovésnosti. Una de les seves històries d'aquell temps, "Pollastre de vapor", rus: Паровой цыпленок Parovoy tsiplénok, rebé les lloances de Lev Tolstoi.
El llibre d'assaigs d'Uspenski "Xifres vivents" rus: Живых цифр Jívikh tsifr (sobre la vida dels treballadors en la societat de l'ascendent capitalisme) es va mantenir inacabat a causa de problemes amb la censura. A mitjans del 1888 va viatjar a Sibèria i va tornar amb la sèrie "Cartes del camí", rus: Письма с дороги Pisma s dorogui (posteriorment inclòs al cicle "Viatge als immigrants" rus: Поездки к переселенцам Poiezdki k pereselentsam). A Tomsk va conèixer alguns presos polítics, així com l'escriptor Nikolai Naúmov i va participar en les festivitats amb motiu de l'obertura de la Universitat de Tomsk. A l'octubre, Rússkaia Misl va començar a publicar la sèrie "Pecats capitals", rus: Грехи тяжкие Grekhi tiàjkiie. Al desembre, Pavlenkov va publicar obres de Gleb Uspenski en dos volums, amb pròleg de Nikolai Mikhailovski. La publicació va gaudir d'un gran èxit comercial.
El juny de 1889, el viatge d'Uspenski a les regions d'Orenburg i Ufà, amb la finalitat de conèixer millor la situació dels pobladors camperols, va donar com a resultat una col·lecció d'assajos titulada D'Orenburg a Ufà. Notes del camí, publicat per Russki véstnik. A l'agost d'aquest any van sortir les obres de Gleb Uspenski en dos volums. El 21 d'octubre de 1889, Nikolai Uspenski, cosí de Gleb, es va suïcidar. "Aquesta terrible mort em va enfosquir la vida de la manera més horrible", va escriure en una de les cartes. A principis de 1890 Gleb Uspenski va fer un viatge a Belarús. A l'estiu va tornar a visitar el Volga i va viatjar cap al sud. El gener de 1891, Russkaya misl va publicar les seves "Cartes d'immigrants (Notes sobre la vida nacional actual)" rus: Письма переселенцев (Заметки о текущей народной жизни) Pisma peresseléntsev (Zametki o tekusxei narodnoi jizni).

### Darrers anys
Uspenski va començar a patir una malaltia mental a mitjans de la dècada de 1890 i no va poder continuar la seva tasca literària. El 1890 va començar a esmentar, a les seves cartes, que se sentia molt malalt. "El doctor Xereixevski em va buscar i va descobrir l'arrel del problema: el meu cervell!" va escriure en una carta a Mikhailovski el 18 de febrer de 1891. A l'abril, Nikolai Xelgunov, amic d'Uspenski, va morir. Va intentar substituir-lo com a cap de la secció d'Afers Interns a "Rússkaia Misl", però la malaltia progressiva que patia va fer que això fos impossible. La fam a la Regió del Volga va espantar Uspenski i li va impulsar a començar el que va anomenar "la història de la devastació de les persones", però la seva salut es va deteriorar massa ràpid. El dia d'Any Nou de 1892 el va passar a la clínica del doctor Subbotin. Al març, encara va dirigir un viatge a les regions més castigades de Povolje i va publicar informes a l'antologia "Russkaya Mysl" i "Helping the Hungry". A la fi de juny, la seva condició va empitjorar greument i va entrar a la clínica del Dr. Frei a Petersburg, on va romandre fins al 20 de setembre. Des d'allà fou traslladat a un hospital més petit a Kolmovo, proper a Nóvgorod.Segons D.S. Mirsky, "la seva malaltia va prendre la forma de decadència de la personalitat. Va sentir que estava dividit en dues persones, una de les quals portava el seu nom, Gleb, i l'altre el seu patronímic, Ivànovitx. Gleb era l'encarnació de tot el bé, Ivànovich, tot el que hi havia de dolent a Uspenski".
El setembre del 1893 Uspenski va informar V.M.Sobolevski que havia començat a escriure memòries sobre Turguénev, Sàltikov, Vera Fígner "i molts altres guardians de la terra russa ... ". A finals de setembre va aconseguir fer un petit viatge per la gubèrnia de Nóvgorod. Al desembre, ja molt malalt, ell, amb l'ajut del seu Aleksandr, va visitar Korolenko a Nijni Nóvgorod. En 1894 Uspenski va fer un altre viatge des de Kolmovo, ara per assistir a l'assemblea d'estudiants a la Sala d'Actes Nobles de Sant Petersburg. Els següents sis anys va passar a l'hospital de Kolmovo. Al març de 1900 va ser traslladat a una clínica psiquiàtrica a prop de Sant Petersburg. Els anys 1900-1902 els va passar a l'hospital Novoznamenskaia. Allà, el 24 de març de 1902, va morirUspenski morí de paràlisi cardíaca el 24 de març del 1902. Va ser enterrat, tres dies més tard, a Sant Petersburg, cementiri de Volkov.La filla d'Uspenski, Vera, fou la muller del socialista-revolucionari Borís Sàvinkov (de 1899 a 1908).

## Llegat
Les obres d'Uspenski van tenir una gran influència en la literatura i la societat russes, i van ser elogiades per molts dels seus col·legues escriptors, incloent-hi Lev Tolstoi, Anton Txékhov i Maksim Gorki.

## Obres importants
- Morals del carrer de Rasterjaieva (Нравы Растеряевой улицы, 1866)
- Desolació (Разоренье, en tres parts, 1870-1871)
- Un home molt petit (Очень маленький человек, 1874)
- Camp erm: Assaigs provincials i de capital," (Глушь. Провинциальные и столичные очерки, 1875)
- Nens petits (Малые ребята, 1880)
- Enrenou rural (Деревенские неурядицы, 1882)
- El Poder de la terra (Власть земли, 1882)